# Dojrzała osobowość
Dojrzałość – w odniesieniu do psychiki, rozumiana jest jako etap ukształtowania osobowości człowieka, a więc właściwego dla niego zespołu cech psychicznych, świadczących o jego indywidualności, która pozwala na formułowanie sądów i podejmowanie decyzji.
Dojrzała osobowość jest pojęciem z dziedziny psychologii humanistycznej i dotyczy harmonii psychicznej człowieka z samym sobą i jego otoczeniem. Twórcą hasła jest Gordon Allport.
Na dojrzałą osobowość składa się:
1. posiadanie dobrze rozwiniętego i rozbudowanego obrazu siebie, zdolność rozumienia siebie;
2. umiejętność opanowania potrzeb wewnętrznych bez konfliktów;
3. posiadanie bezpieczeństwa emocjonalnego;
4. funkcjonowanie z dozą optymizmu, posiadanie naturalnego entuzjazmu;
5. zdolność obiektywizacji samego siebie – umiejętność widzenia siebie w kategoriach zewnętrznych: krytykowanie siebie, poczucie humoru;
6. posiadanie jednoczącej filozofii życia – skrystalizowany światopogląd, umiejętność patrzenia na wszystkie dziedziny życia, integrowanie się człowieka w świecie.